# Epicedium
Epicedium (gr.  epikedeion) – literacki utwór żałobny, którego twórcą jest Symonides. Ma określony schemat retoryczny: 
- laudatio - pochwała zalet, zasług zmarłego
- comploratio - opłakiwanie
- consolatio - pocieszenie

Może się także wiązać z napomnieniem - exhortatio (np. Tren XIX Jana Kochanowskiego). W epicedium bohaterem może być tylko osoba dorosła, sławna, z określonymi zasługami, bohater (tu występuje znaczna różnica z Trenami Kochanowskiego).
Składniki klasycznego epicedium: 
- wstęp (exordium),
- pochwała zmarłego (laudatio),
  - pochwała (laudes),
  - ukazanie wielkości straty (iacturae demonstratio),
- część komploracyjna (comploratio- opłakiwanie),
  - żal (luctos),
  - pocieszenie (consolatio),
  - napomnienie (exhortatio)[2].